# Suleyman Șah
Suleyman Șah (în turcă otomană سلیمان شاه; în turcă Süleyman Şah), sau Suleyman Șah Kaya Alpoglu (n. 1167, Horasan, Provincia Erzurum, Turcia – d. 1227, Alep, Siria) este, conform tradiției otomane, fiul lui Kaya Alp, tatăl lui Ertuğrul Gazi și bunicul lui Osman I Gazi (întemeietorul dinastiei otomane).
Făcea parte din ramura Kayi a tribului oguzilor care avea 24 de ramuri. Se știe despre el că s-a născut la sfârșitul secolului al XII-lea și că a fost șeful ramurii Kayi. Odată cu expansiunea hanului mongol Ginghis Han în Asia, a luat hotărârea de a se deplasa dinspre Turkistan spre partea de vest, împreună cu aproximativ 50.000 de persoane. Trecând prin părțile de nord ale Caucaziei, avea să ajungă în cele din urmă prin părțile de est ale Turciei de azi. S-a stabilit prin 1214 pe la Erzincan și Ahlat, iar unele triburi s-au așezat și prin zonele Diyarbakır, Mardin, Urfa.
Suleyman șah s-a înecat în fluviul Eufrat și a fost înmormântat în cetatea Gabar aflată azi în Siria. Conform înțelegerii de la Ankara și apoi celei de la Lausanne această cetate este considerată „pământ al Turciei”, chiar dacă ea nu se află în interiorul Turciei, și este păzită de către soldați turci.